# Pansau Na Isna
Pansau Na Isna (Ilha de N'Fanda, Tombali, Guiné Portuguesa, 1938—Nhacra, Guiné Portuguesa, março de 1970) foi um combatente da resistência bissau-guineense do Partido Africano para a Independência da Guiné e Cabo Verde (PAIGC) durante a guerra de independência e reconhecido como herói nacional.

## Biografia

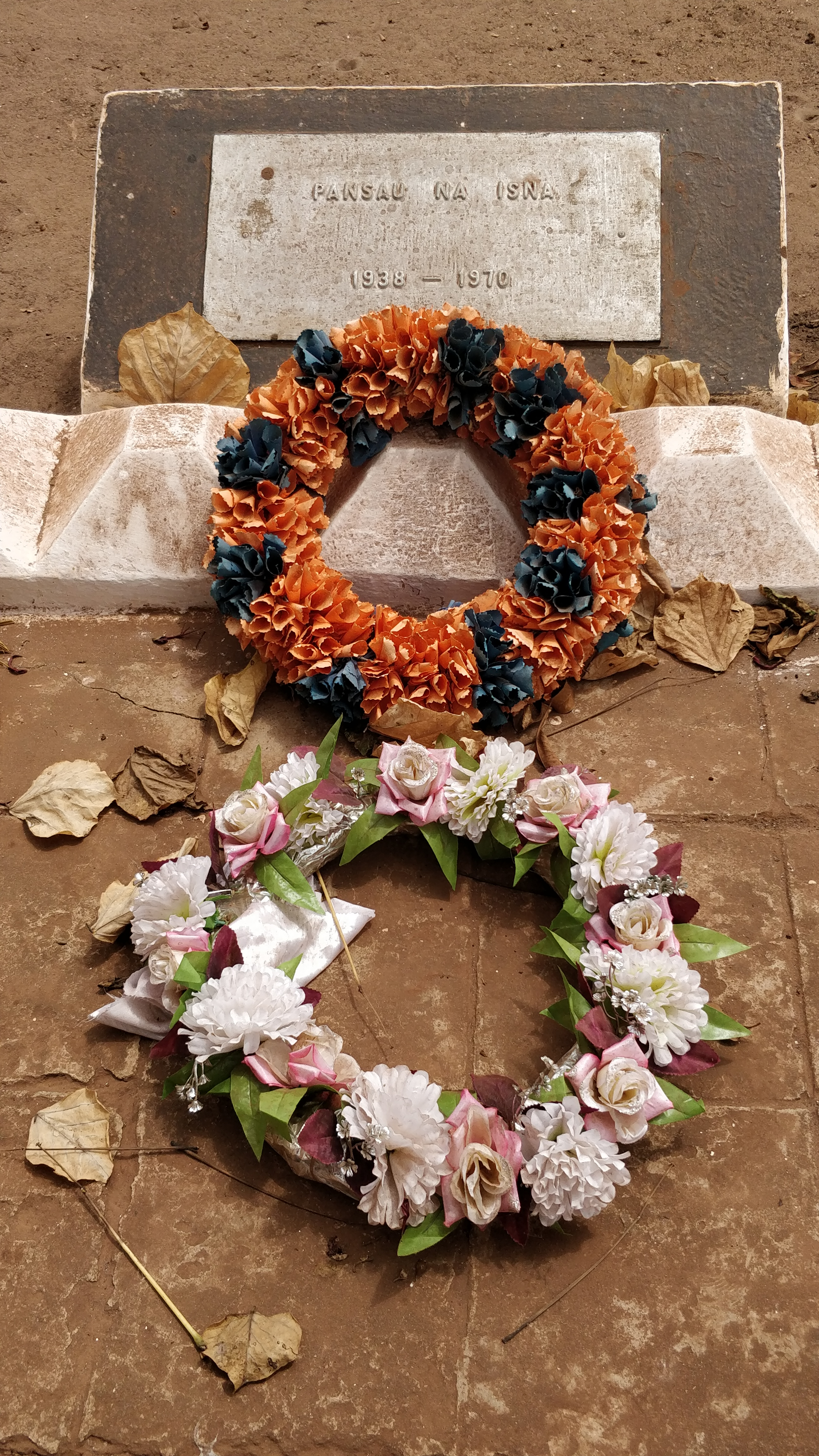
Tumba de Pansau Na Isna no Memorial aos Heróis da Pátria em Bissau.

Pansau Na Isna nasceu em 1938 na pequena ilha de N'Fanda no sul da Guiné-Bissau, na região de Tombali, sendo filho de uma família de etnia balanta. Sabe-se relativamente pouco sobre a vida e a carreira de Isna, excepto que se uniu ao movimento de resistência e independência PAIGC em sua juventude. Como guerrilheiro ganhou notoriedade na Batalha de Como em 1963, onde uma tropa de combatentes do PAGIC surpreendeu um posto militar português na estrategicamente importante Ilha de Como no sul da Guiné-Bissau e tomou o lugar. Os portugueses mais tarde recapturaram a ilha na Operação Tridente.
Em 1965, dirigiu as tropas do PAIGC contra o exército português em Balana e Gandembel; o movimento de resistência tomou assim o controlo de todo o sul da colónia portuguesa. Em 1969, o PAIGC transferiu Isna à Frente Norte, onde também dirigiu combatentes do PAIGC. Aristides Pereira, secretário geral do PAIGC, descrevia-o como um guerreiro excepcional.
Em março de 1970, Pansau Na Isna morreu num ataque dos portugueses na cidade de Nhacra, localizada perto da capital, Bissau.

## Reconhecimentos
Pansau Na Isna é um dos heróis nomeados e glorificados pelo PAIGC. No quartel geral do exército da Guiné-Bissau (Fortaleza São José de Amura) na capital Bissau há um monumento a dez heroínas e heróis da Guiné-Bissau, onde também é comemorado Pansau Na Isna. Existe também na Guiné-Bissau uma fábrica de espuma para colchões e almofadas que leva o nome de Pansau Na Isna.
Sua memória foi comemorada na Guiné-Bissau com sua efígie estampada nas notas de cinquenta pesos, moeda do país entre 1975 e 1997. Em 2019 foi inaugurada uma série de murais pintados em lugares públicos de Bissau que representam personagens históricas do país, onde em um deles aparece o rosto de Pansau Na Isna.

## Vida Pessoal
Pansau Na Isna foi casado com a enfermeira N’Tandé Sambú, que foi também ativista pela independência da Guiné-Bissau, e com quem teve um filho, Kabi.